# Yony Angulo
Yony Javier Angulo Viveros (López de Micay, Cauca, Colombia; 28 de septiembre de 1989) es un futbolista colombiano  y su equipo actual es Deportivo Coopsol de la Liga 2 de Perú.

## Trayectoria
De gran trayectoria en el fútbol, se inició en la escuela de fútbol Carlos Sarmiento Lora, donde logra destacarse por sus goles y determinación dentro del terreno de juego, en el 2008 logra el campeonato juvenil de la liga de fútbol del valle del cauca con dicha escuela quedando además como goleador con 11 goles. su gran rendimiento y nivel en el 2009 lo lleva a ser parte del deportivo cali, donde logra quedar goleador de la copa el país con 29 goles.en septiembre de 2009 de la mano de Jorge Amado Nunes debuta como profesional en la Copa Colombia ante el Deportes Quindio, en el 2010 es cedido a préstamo a Depor fc de la segunda división de Colombia, en su primera año anota 11 goles luego hace parte del Tauro FC de panamá llegando hasta semifinales de la Liga Panameña con el aporte de sus goles
En 2012 regresa a Colombia, durante el primer semestre para jugar en Sucre FC, para el segundo semestre pasa a Dock Sud en Argentina, luego hace parte de Tiro Federal su buen desempeño hace que Rosario Central dirigido por Miguel Ángel Russo se interese en el y lo vincule para el 2014, ahí tuvo una lesión deportiva así que esto hace que no pueda debutar en dicho club, cuando hace su recuperación luego de no ser tenido en cuenta por el entrenador Eduardo Coudet
En 2014 hace su arribo a Ben Hur donde ya recuperado total mente logra hacer 8 goles en último semestre de 2015
En 2017 jugó en Juventud Antoniana de la Tercera división del fútbol Argentino. Luego pasó por Sport Boys Warnes y Cibao FC donde se consagró campeón en 2021 de la Primera División de República Dominicana.

## Clubes
| Club              | País                 | Año         |
| ----------------- | -------------------- | ----------- |
| Deportivo Cali    | Colombia             | 2009        |
| Tauro             | Panamá               | 2010        |
| Depor Aguablanca  | Colombia             | 2011        |
| Sucre FC          | Colombia             | 2012        |
| Tiro Federal      | Argentina            | 2013 - 2014 |
| Ben Hur           | Argentina            | 2014 - 2015 |
| Atlético Unión    | Argentina            | 2016 - 2017 |
| Juventud Antonina | Argentina            | 2017        |
| Sport Boys Warnes | Bolivia              | 2018        |
| Royal Pari        | Bolivia              | 2019        |
| Nacional Potosí   | Bolivia              | 2019        |
| Carabobo          | Venezuela            | 2020        |
| Cibao             | República Dominicana | 2021        |
| Deportivo Coopsol | Perú                 | 2022 -      |

## Estadísticas
Actualizado al último partido disputado el 24 de septiembre de 2022
| Club                               | Div.          | Temporada     | Liga  | Liga  | Copas nacionales | Copas nacionales | Copas internacionales | Copas internacionales | Total | Total |
| Club                               | Div.          | Temporada     | Part. | Goles | Part.            | Goles            | Part.                 | Goles                 | Part. | Goles |
| ---------------------------------- | ------------- | ------------- | ----- | ----- | ---------------- | ---------------- | --------------------- | --------------------- | ----- | ----- |
| Tauro F. C. · Panamá               | 1.ª           | 2010          | 13    | 3     | —                | —                | —                     | —                     | 13    | 3     |
| Tauro F. C. · Panamá               | Total club    | Total club    | 13    | 3     | 0                | 0                | 0                     | 0                     | 13    | 3     |
| Atlético F. C. · Colombia          | 2.ª           | 2011          | 10    | 3     | —                | —                | —                     | —                     | 10    | 3     |
| Atlético F. C. · Colombia          | Total club    | Total club    | 10    | 3     | 0                | 0                | 0                     | 0                     | 10    | 3     |
| Sucre F. C. · Colombia             | 2.ª           | 2012          | 7     | 1     | 5                | 0                | —                     | —                     | 12    | 1     |
| Sucre F. C. · Colombia             | Total club    | Total club    | 7     | 1     | 5                | 0                | 0                     | 0                     | 12    | 1     |
| Tiro Federal Argentina             | 3.ª           | 2013-14       | 21    | 4     | —                | —                | —                     | —                     | 21    | 4     |
| Tiro Federal Argentina             | Total club    | Total club    | 21    | 4     | 0                | 0                | 0                     | 0                     | 21    | 4     |
| Ben Hur Argentina                  | 2.ª           | 2014-15       | 10    | 1     | —                | —                | —                     | —                     | 10    | 1     |
| Ben Hur Argentina                  | Total club    | Total club    | 10    | 1     | 0                | 0                | 0                     | 0                     | 10    | 1     |
| Atlético Unión Argentina           | 2.ª           | 2016-17       | 15    | 3     | —                | —                | —                     | —                     | 15    | 3     |
| Atlético Unión Argentina           | Total club    | Total club    | 15    | 3     | 0                | 0                | 0                     | 0                     | 15    | 3     |
| Juventud Antoniana Argentina       | 3.ª           | 2017-18       | 25    | 5     | 3                | 1                | —                     | —                     | 28    | 6     |
| Juventud Antoniana Argentina       | Total club    | Total club    | 25    | 5     | 3                | 1                | 0                     | 0                     | 28    | 6     |
| Sport Boys Warnes · Bolivia        | 1.ª           | 2018          | 31    | 9     | —                | —                | —                     | —                     | 31    | 9     |
| Sport Boys Warnes · Bolivia        | Total club    | Total club    | 31    | 9     | 0                | 0                | 0                     | 0                     | 31    | 9     |
| Royal Pari · Bolivia               | 1.ª           | 2019          | 9     | 2     | —                | —                | —                     | —                     | 9     | 2     |
| Royal Pari · Bolivia               | Total club    | Total club    | 9     | 2     | 0                | 0                | 0                     | 0                     | 9     | 2     |
| Nacional Potosí · Bolivia          | 1.ª           | 2019          | 16    | 4     | —                | —                | —                     | —                     | 16    | 4     |
| Nacional Potosí · Bolivia          | 1.ª           | 2020          | 5     | 1     | —                | —                | 2                     | 0                     | 7     | 1     |
| Nacional Potosí · Bolivia          | Total club    | Total club    | 21    | 5     | 0                | 0                | 2                     | 0                     | 23    | 5     |
| Carabobo F. C. · Venezuela         | 1.ª           | 2020          | 4     | 0     | —                | —                | —                     | —                     | 4     | 0     |
| Carabobo F. C. · Venezuela         | Total club    | Total club    | 4     | 0     | 0                | 0                | 0                     | 0                     | 4     | 0     |
| Cibao F. C. · República Dominicana | 1.ª           | 2021          | 24    | 8     | —                | —                | —                     | —                     | 24    | 8     |
| Cibao F. C. · República Dominicana | Total club    | Total club    | 24    | 8     | 0                | 0                | 0                     | 0                     | 24    | 8     |
| Deportivo Coopsol · Perú           | 2.ª           | 2022          | 18    | 2     | —                | —                | —                     | —                     | 18    | 2     |
| Deportivo Coopsol · Perú           | Total club    | Total club    | 18    | 2     | 0                | 0                | 0                     | 0                     | 18    | 2     |
| Total carrera                      | Total carrera | Total carrera | 208   | 46    | 8                | 1                | 2                     | 0                     | 218   | 47    |